# Justin Lee
Justin Lee, född 30 september 1989, är en koreansk-amerikansk skådespelare känd för sin roll som "Annyong" i den amerikanska TV-serien Arrested Development.